# Camponotus melinus
Camponotus melinus é uma espécie de inseto do gênero Camponotus, pertencente à família Formicidae.